# Protomacronema divisum
Protomacronema divisum är en nattsländeart som beskrevs av Navás 1930. Protomacronema divisum ingår i släktet Protomacronema och familjen ryssjenattsländor. Inga underarter finns listade i Catalogue of Life.